# Javier Godó
Javier Godó Muntañola, III Conde de Godó y grande de España, (Barcelona, 13 de diciembre de 1941) es un empresario español de los Medios de Comunicación. Fue hijo de Carlos Godó Valls y Montserrat Muntañola Trinxet.

## Biografía
Nacido en el seno de una familia de tradición empresarial desde el siglo XVIII, y vinculada al periódico editado en Barcelona La Vanguardia, se licenció en Ciencias Económicas por la Universidad de Barcelona.
Heredero del holding mediático familiar, es Presidente del Grupo Godó Comunicación S.A.. Además de presidente-editor del mencionado diario La Vanguardia, a través del Grupo, Javier Godó es presidente Honorífico del Mundo Deportivo, ambos pertenecientes a la empresa familiar. Además, es Consejero de la Fundación Conde de Barcelona, de la Sociedad Económica Barcelonesa de Amigos del País y del Museo de Arte Contemporáneo de Barcelona (MACBA).
Es igualmente, Miembro del Consejo de Administración de Criteria CaixaCorp desde el año 2005.
Otros cargos ostentados son miembro del Comité Ejecutivo de La Caixa, consejero del Museo de Arte Moderno de Nueva York (MoMA), consejero de PortAventura World, patrono de la Fundación ”la Caixa” y miembro del Patronato de la Universidad Ramon Llull.
En los años ochenta presidió - como accionista mayoritario - la cadena Antena 3 Radio y a finales de la década la sociedad Antena 3 Televisión, siendo La Vanguardia el principal accionista de la entonces nueva cadena de TV, hasta que el 17 de junio de 1992 dimitió en favor del nuevo accionista mayoritario Antonio Asensio al frente del Grupo Zeta.

## Iniciativas sociales y culturales
Godó está vinculado con importantes actividades sociales y culturales en que se resaltan los valores de la promoción humana y el mérito, como son:
- Torneo Conde de Godó, en que participan algunos de los mejores tenistas del mundo.[3]
- Trofeo Conde de Godó de Vela, organizado por el Real Club Náutico de Barcelona que Javier Godó presidió entre 1996 y 2003.[4]
- Premios Coche del Año, a los que, junto a Javier Moll, Godó ha asistido en reconocimiento a la opinión de los lectores de prensa y a la iniciativa empresarial en el mundo del motor.[5]

## Títulos y tratamientos
| ● 13 de diciembre de 1941-12 de octubre de 1962: | Ilustre señor don Javier de Godó y Muntañola        |
| ● 12 de octubre de 1962-22 de diciembre de 1987: | Ilustrísimo señor don Javier de Godó y Muntañola    |
| ● 22 de diciembre de 1987-12 de julio de 2008:   | Ilustrísimo señor conde de Godó                     |
| ● 12 de julio de 2008-presente:                  | Excelentísimo señor conde de Godó, grande de España |